# Rudolf Stähelin-Stockmeyer

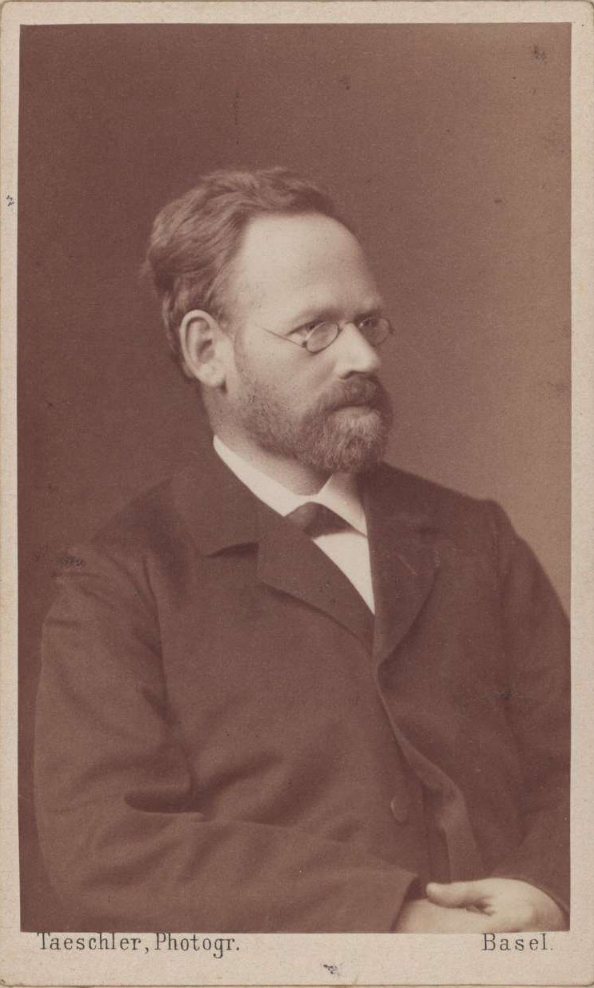
Rudolf Staehelin-Stockmeyer

Rudolf Stähelin-Stockmeyer (* 22. September 1841 in Basel; † 13. März 1900 ebenda) war ein Schweizer Vermittlungstheologe.

## Leben und Werk

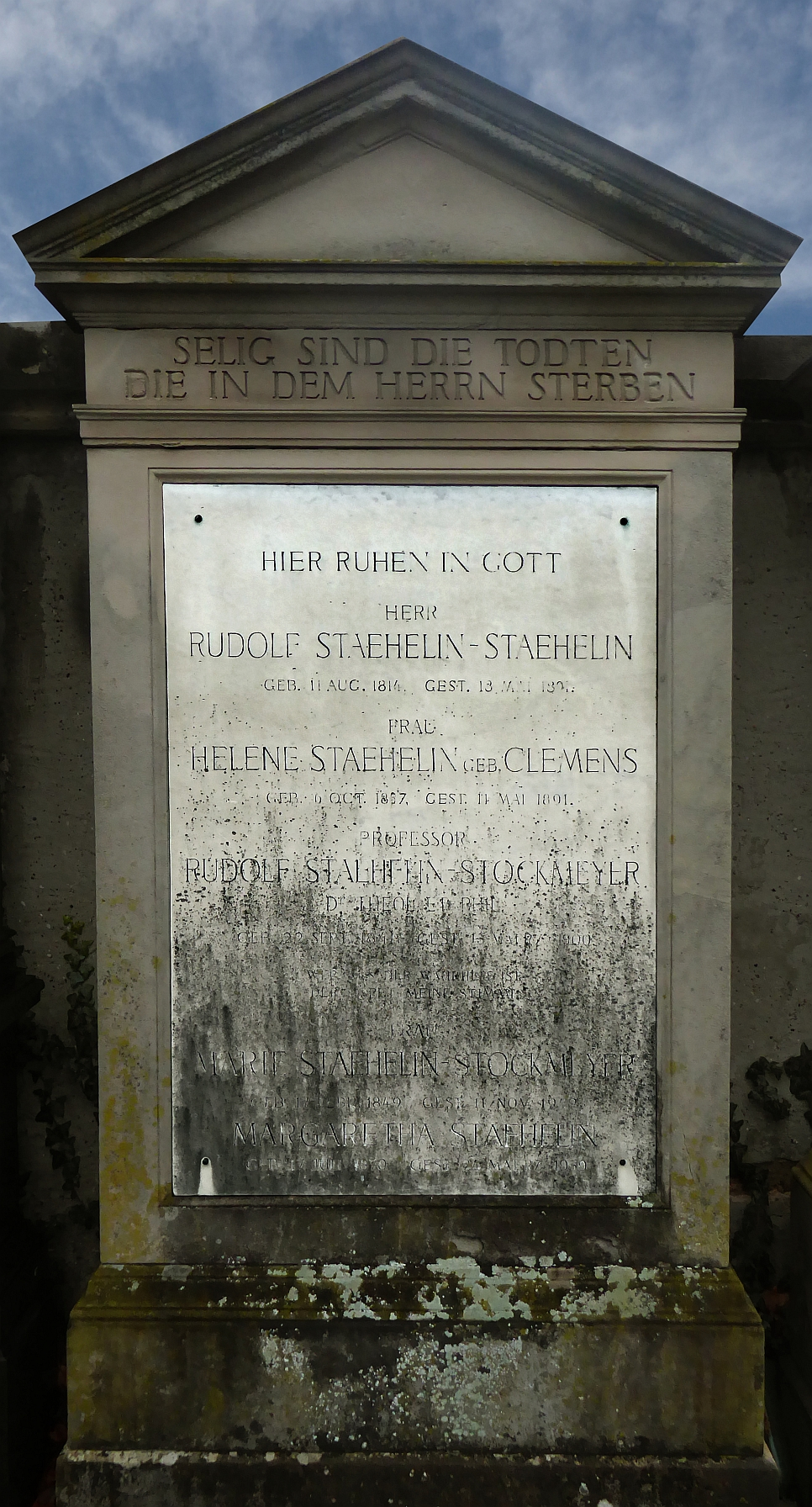
Grab auf dem Friedhof Wolfgottesacker

Rudolf Stähelin, Sohn eines Kaufmanns, betrieb nach Abschluss des Gymnasiums historische und philologische Studien in Basel und Lausanne. Ab 1860 studierte er Theologie in Basel, Berlin und Tübingen. 1865 bestand der das Abschlussexamen und wurde ordiniert. Von 1865 bis 1866 wirkte er als Lehrer an der Evangelischen Lehranstalt Schiers und von 1866 bis 1867 als Vikar in Stein am Rhein. 1867 bis 1872 war er Pfarrer in Arlesheim.
1873 habilitierte er an der Universität Basel. Ab 1874 war er ausserordentlicher, ab 1875 ordentlicher Professor für Kirchengeschichte an der Universität Basel, wo er 1883 als Rektor amtierte. Er suchte „den Ausgleich zwischen wissenschaftlicher Vernunft und christlichem Glauben“ und verfasste ein zweibändiges Standardwerk über Ulrich Zwingli.
In Stähelins theologischem Werk haben sich mit seinem Bemühen um die Verwirklichung des Reiches Gottes auch pietistische Motive verdichtet. Er war als Nachfolger von Emil Kautzsch Lektor des Frey-Grynaeischen Instituts in Basel.
Stähelin war verheiratet mit Agnes Maria (* 1849 in Basel; † 1942), Tochter des Basler Geistlichen Immanuel Stockmeyer. Zu ihren Kindern gehörten unter anderem die Schriftstellerin Maria Margaretha Stähelin, der Mediziner Rudolf Staehelin sowie der Jurist Max Stähelin-Maeglin; ihr Schwiegersohn war der Verleger Alfred Kober.